# Cal Pau (Vallcebre)
Cal Pau és una masia del municipi de Vallcebre. Està situada al raval del Portet, a una alçada de 1.267 msnm. Forma part de l'Inventari del Patrimoni Arquitectònic de Catalunya.

## Descripció
Construïda el segle xvii, és una masia amb coberta a dues vessants i el carener perpendicular a la façana de ponent. Les obertures són allindanades. La construcció s'adapta al terreny desnivellat i conserva una balconada de fusta al primer nivell, aixoplugada pel ràfec de la teulada. Dita balconada forma un cos avançat. La façana de migdia i de ponent estan arrebossades.	

## Notícies històriques
Cal Pau és una construcció de finals del segle xvii. Propera a la casa, hi ha una petita capella o oratori de la Mare de Déu de Núria.